# Боголюбівська сільська рада (Новоград-Волинський район)
Боголюбівська сільська рада — колишня адміністративно-територіальна одиниця та орган місцевого самоврядування у Пищівському (Ярунському) і Новоград-Волинському районах Волинської округи УРСР з адміністративним центром у колонії Боголюбівка.

## Населені пункти
Сільській раді на момент ліквідації були підпорядковані населені пункти:
- с. Княжа Корецька
- кол. Боголюбівка
- кол. В'юнище
- кол. Мар'янин
- кол. Шерешівка.

## Населення
Кількість населення ради у 1923 році становила 1 665 осіб, кількість дворів — 307.
Кількість населення сільської ради, станом на 1924 рік, становила 1 910 осіб.

## Історія та адміністративний устрій
Утворена 1923 року в складі села Княжа Корецька та колоній Боголюбівка, В'юнище, Мар'ятин, Шерешівка Пищівської волості Новоград-Волинського повіту Волинської губернії.
7 березня 1923 року рада увійшла до складу новоствореного Пищівського (згодом — Ярунський) району Житомирської (згодом — Волинська) округи. 28 вересня 1925 року, відповідно до наказу Волинського ОВК «Про зміни в адміністративно-територіальному поділі Волинської округи», рада увійшла до складу Новоград-Волинського району.
Станом на 1 жовтня 1941 року, колонії Боголюбівка, В'юнище, Мар'ятин та Шерешівка не значаться на обліку населених пунктів, Боголюбівська сільрада відсутня в обліку як сільська рада.
Адміністративний центр ради, кол. Боголюбівка, на поч. 1930 років значилась в планах на зселення через будівництво Новоград-Волинського укріпленого району.